# Erreka

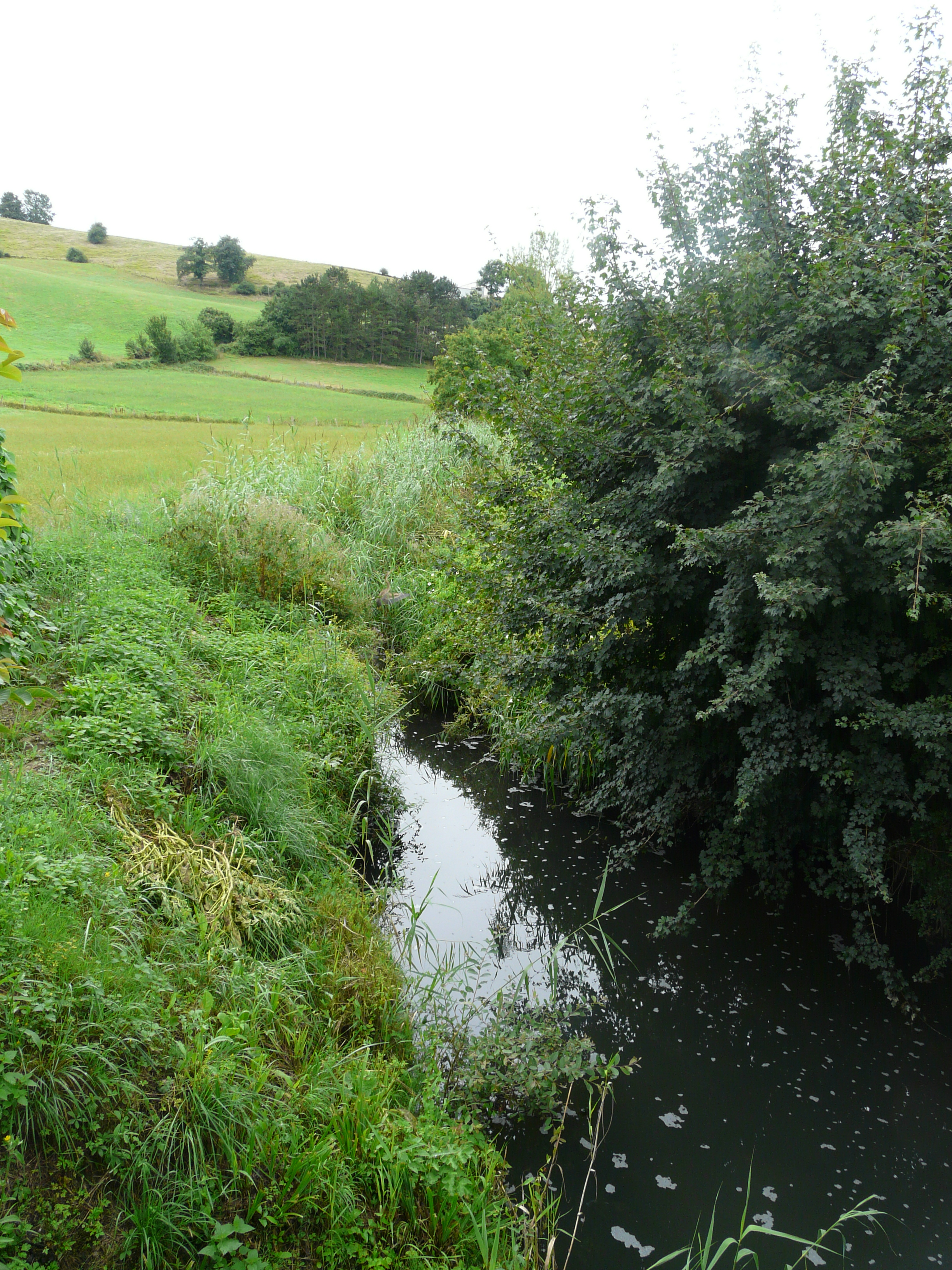
Le ruisseau Iregiko Erreka à Oskotz.

Erreka est un mot basque signifiant « ruisseau ». Il dérive du mot pré-latin rĕka « sillon, ruisseau » auquel sont dus également les français raie, gascon arrèc, catalan rec, portugais rego, breton reg « sillon », russe река ([rʲɪˈka])…
Il est omniprésent dans la toponymie basque où la plupart des noms de ruisseau est du type : [nom de lieu]-(e)ko erreka.